# Mala Crna Gora
Mala Crna Gora är ett samhälle i Montenegro. Det ligger i den norra delen av landet. Mala Crna Gora ligger 1 392 meter över havet och antalet invånare är 311.
Terrängen runt Mala Crna Gora är kuperad åt sydväst, men åt nordost är den bergig. Terrängen runt Mala Crna Gora sluttar norrut. Närmaste större samhälle är Žabljak, 11,8 km sydost om Mala Crna Gora. I omgivningarna runt Mala Crna Gora växer i huvudsak blandskog.